# The Stripped Mixes
The Stripped Mixes, também conhecido simplesmente como The Stripped Mixes, é uma coleção de canções clássicas de Michael Jackson. O lançamento do CD é intitulado The Motown 50 Mixes.

## Produção
Menos de uma hora depois do funeral de Michael Jackson no Staples Center, Universal Music Group anunciou The Stripped Mixes, uma coleção de canções clássicas de Michael. O "Stripped" mix da canção "I'll Be There" por The Jackson 5 foi lançado para o iTunes como um prelúdio para The Stripped Mixes. O álbum foi lançado para o iTunes e outras lojas de download em 7 de julho de 2009. A versão em CD do álbum, Michael Jackson: The Motown 50 Mixes, foi lançado em 28 de julho de 2009.

## Faixas
Todas as canções cantadas por Michael, exceto as faixas 1, 3, 5, 6, 9 e 11 (cantadas pelo The Jackson 5)
| N.º | Título                                        | Compositor(es)                                 | Duração |  |
| 1.  | "I'll Be There (Minus Mix)"                   | Berry Gordy, Bob West, Hal Davis, Willie Hutch | 3:55    |  |
| 2.  | "Ben (Stripped Mix)"                          | Don Black, Walter Scharf                       | 2:42    |  |
| 3.  | "Who's Lovin' You (Stripped Mix)"             | Smokey Robinson                                | 4:24    |  |
| 4.  | "Ain't No Sunshine (Stripped Mix)"            | Bill Withers                                   | 4:08    |  |
| 5.  | "I Want You Back (Stripped Mix)"              | The Corporation                                | 3:48    |  |
| 6.  | "ABC (Stripped Mix)"                          | The Corporation                                | 3:11    |  |
| 7.  | "We've Got A Good Thing Going (Stripped Mix)" | The Corporation                                | 3:15    |  |
| 8.  | "With A Child's Heart (Stripped Mix)"         | Basemore, Henry Cosby, Sylvia Moy              | 4:07    |  |
| 9.  | "Darling Dear (Stripped Mix)"                 | Gordy/Gordy/Story                              | 2:33    |  |
| 10. | "Got To Be There (Stripped Mix)"              | Elliot Willensky                               | 3:15    |  |
| 11. | "Never Can Say Goodbye (Stripped Mix)"        | Clifton Davis                                  | 3:11    |  |